# Expeditie Robinson 2010: Refreshed
Expeditie Robinson 2010: Refreshed is het elfde seizoen van Expeditie Robinson, dat wordt uitgezonden sinds 2 september 2010 op RTL 5 in Nederland en sinds 6 september op 2BE in België. In dit seizoen doen voor het eerst alleen bekende Nederlanders en Vlamingen mee.
De presentatie was voor de tweede keer in de handen van de Nederlandse Eddy Zoëy en de Vlaamse Evi Hanssen.

## Expeditieleden
| Kandidaten                                             | Originele kamp | Gemixte kamp | Samensmelting kamp | Finish                              | Aantal tegenstemmen |
| ------------------------------------------------------ | -------------- | ------------ | ------------------ | ----------------------------------- | ------------------- |
| Stephanie Clerckx Model, België                        | Kamp Noord     |              |                    | Gestopt Dag 4                       | 0                   |
| Frans Frederiks Rapper, Nederland                      | Kamp Noord     |              |                    | 1e weggestemd Dag 5                 | 5                   |
| Kim Feenstra Model, Nederland                          | Kamp Zuid      |              |                    | 2e weggestemd Dag 7                 | 4                   |
| Sergio Quisquater Zanger, België                       | Kamp Zuid      | Kamp Zuid    |                    | 3e weggestemd Dag 9                 | 5                   |
| Maxim Hartman Presentator, Nederland                   | Kamp Noord     | Kamp Noord   |                    | 4e weggestemd Dag 11                | 6                   |
| Nienke Römer Actrice, Nederland                        | Kamp Zuid      | Kamp Zuid    |                    | 5e weggestemd Dag 13                | 4                   |
| Dennis Weening Presentator, Nederland                  |                | Kamp Noord   |                    | Gestopt Dag 14                      | 0                   |
| John van Lottum Proftenniser, Nederland                | Kamp Noord     | Kamp Noord   |                    | Gestopt Dag 14                      | 1                   |
| Iwein Segers Cabaretier, België                        | Kamp Zuid      | Kamp Zuid    |                    | Geëlimineerd Dag 17                 | 4                   |
| Osei Bonsu "Sugar" Jackson Profbokser, België          | Kamp Zuid      | Kamp Noord   | Langun             | 1e Duel verliezer 1e jurylid Dag 19 | 10                  |
| Martine Prenen Presentatrice, België                   | Kamp Noord     | Kamp Zuid    | Langun             | 2e Duel verliezer 2e jurylid Dag 21 | 13                  |
| Antony Arandia Acteur, België                          | Kamp Zuid      | Kamp Noord   | Langun             | 3e Duel verliezer 3e jurylid Dag 23 | 6                   |
| Zsofi Horvath Miss Belgian Beauty 2003, België         | Kamp Noord     | Kamp Zuid    | Langun             | 4e Duel verliezer 4e jurylid Dag 25 | 3                   |
| Saar Koningsberger Actrice en Presentatrice, Nederland | Kamp Zuid      | Kamp Noord   | Langun             | Geëlimineerd 5e/6e jurylid Dag 27   | 3                   |
| Sebastiaan Labrie Acteur en Presentator, Nederland     | Kamp Noord     | Kamp Zuid    | Langun             | Geëlimineerd 5e/6e jurylid Dag 27   | 3                   |
| Tatiana Silva Braga Tavares Miss België 2005, België   | Kamp Noord     | Kamp Zuid    | Langun             | Runner-Up                           | 17                  |
| Regina Romeijn Presentatrice, Nederland                | Kamp Zuid      | Kamp Noord   | Langun             | Robinson                            | 3                   |

## Kijkcijfers

### Nederlandse kijkcijfers
| Aflevering    | Datum        | Kijkcijfers | Plek |
| ------------- | ------------ | ----------- | ---- |
| Aflevering 1  | 2 september  | 1.085.000   | 4    |
| Aflevering 2  | 9 september  | 1.070.000   | 6    |
| Aflevering 3  | 16 september | 1.123.000   | 3    |
| Aflevering 4  | 23 september | 1.336.000   | 3    |
| Aflevering 5  | 30 september | 1.228.000   | 4    |
| Aflevering 6  | 7 oktober    | 1.340.000   | 5    |
| Aflevering 7  | 14 oktober   | 1.362.000   | 3    |
| Aflevering 8  | 21 oktober   | 1.156.000   | 5    |
| Aflevering 9  | 28 oktober   | 1.113.000   | 9    |
| Aflevering 10 | 4 november   | 958.000     | 14   |
| Aflevering 11 | 11 november  | 1.241.000   | 6    |
| Aflevering 12 | 18 november  | 1.039.000   | 11   |
| Aflevering 13 | 25 november  | 1.105.000   | 11   |
| Aflevering 14 | 2 december   | 1.365.000   | 3    |